# Elías Samuel Bolaños Avelar
Elías Samuel Bolaños Avelar SDB (* 16. Februar 1951 in Cutumay, El Salvador) ist ein salvadorianischer Ordensgeistlicher und römisch-katholischer Bischof von Zacatecoluca.

## Leben
Elías Samuel Bolaños Avelar trat in die Ordensgemeinschaft der Salesianer Don Boscos ein und empfing am 27. Oktober 1979 das Sakrament der Priesterweihe. 
Am 27. Februar 1998 ernannte ihn Papst Johannes Paul II. zum Bischof von Zacatecoluca. Der Erzbischof von Managua, Miguel Kardinal Obando Bravo SDB, spendete ihm am 25. März desselben Jahres die Bischofsweihe; Mitkonsekratoren waren der Erzbischof von San Salvador, Fernando Sáenz Lacalle, und der Koadjutorbischof von San Miguel, Romeo Tovar Astorga OFM.